# CL-20
CL-20, auch als Hexanitroisowurtzitan bzw. HNIW bekannt, ist einer der stärksten bekannten chemischen Sprengstoffe und gehört zur Gruppe der Nitramine. Die enorme Sprengkraft liegt sowohl an seiner hohen Dichte als auch an der hohen inneren Spannung des Moleküls.
Für eine kommerzielle Nutzung ist er wegen der aufwendigen Synthese und der damit verbundenen hohen Produktionskosten bisher zu teuer.

## Geschichte
Entdeckt wurde CL-20 1987 von Forschern der Naval Air Warfare Center Weapons Division in China Lake, Kalifornien. Eigentlich wollten sie einen sehr starken Initialsprengstoff herstellen, um eine kleinere Zündkapsel zu produzieren. Er ist der derzeit stärkste und sicherste Sprengstoff, der mit dieser Detonationsgeschwindigkeit existiert.

## Herstellung
Die Synthese von HNIW erfolgt in einer Dreistufenreaktion: Zuerst lässt man Benzylamin (1) mit Glyoxal (2) unter Säurekatalyse reagieren, wobei in einer Kondensationsreaktion der Hexaazaisowurtzitan-Käfig aufgebaut wird: man erhält das Hexabenzylderivat (3). Im zweiten Schritt wird 3 einer Palladium-katalysierten Hydrierung in Anwesenheit von Acetanhydrid unterworfen: Vier der sechs Benzylgruppen werden zu Toluol reduziert, an ihre Stelle treten Acetylgruppen. (Das zugesetzte Brombenzol dient dazu, stetig geringe Mengen katalytisch wirkende Bromwasserstoffsäure freizusetzen). Man erhält 4, das dann stufenweise zuerst mit Nitrosyltetrafluoroborat (NO+BF4−), dann mit Nitroniumtetrafluoroborat (NO2+BF4−) zu HNIW (5) nitriert wird. In neueren Patenten wird behauptet, die Nitrierung auch mit viel billigerer Salpeter- oder Nitriersäure durchführen zu können.

## Eigenschaften
Es existieren von CL-20 bzw. HNIW fünf Polymorphe: α-HNIW, β-HNIW, γ-HNIW, ε-HNIW und ζ-HNIW. Dabei ist ε-HNIW dasjenige Polymorph mit der höchsten Kristalldichte und Stabilität.
Als Sprengstoff ist CL-20 etwa 14 % stärker als Oktogen, seine Detonationsgeschwindigkeit liegt theoretisch bei 9455 m/s. Damit ist der Stoff den brisantesten Mischungen aus Tetranitromethan und Toluol (Detonationsgeschwindigkeiten: 9–10 km/s) mit kleinerer Dichte nicht überlegen, die in Durchschlags-, Stauchung- und Bleiblockversuchen beträchtlich mehr Energie freisetzen als Oktogen. Seine Sprengkraft beträgt 1,9 TNT-Äquivalente (Sprengkraft im Verhältnis zur Sprengkraft von TNT). Die Verbindung ist mit einer Schlagenergie von 4 Nm schlagempfindlich sowie mit einer Reibkraft von 48 N reibempfindlich. Die thermische Stabilität sowie der Dampfdruck von CL-20 sind deutlich geringer als die von Oktogen. Die Verpuffungstemperatur liegt bei 220 °C.